# سیارک ۱۳۴۶۳
سیارک ۱۳۴۶۳ (به انگلیسی: 13463 Antiphos، نامگذاری:5159T-2) سیزده هزار و چهارصد و شصت و سومین سیارک کشف شده‌است که در ۲۵ سپتامبر ۱۹۷۳ کشف شد.
قدر مطلق سیارک برابر ۱۱٫۲۰ است.